# 安井彦右衛門
安井 彦右衛門（やすい ひこえもん、生没年不詳）は、江戸時代前期の武士。赤穂藩浅野氏の家臣。江戸家老。650石（江戸扶持9人半）。

## 生涯
安井家は浅野長政の実家にあたり、子孫は浅野家に仕えたが、彦右衛門はその庶流の一つと思われる。彦右衛門は長く江戸家老を任されたとされる。なお、『赤穂浅野家分限帳』には安井彦右衛門と別に、安井新三郎なる江戸詰めの部屋住みの者が確認できる。
元禄14年（1701年）2月に藩主・浅野長矩が勅使饗応役を拝命した際には、上席家老藤井宗茂と共に補佐役にあった。高家への挨拶や連絡に当たったが不手際が多く、また藤井と結託して勅使饗応にかかる費用を削減しようとして、それが吉良の怒りを買い赤穂事件の一因ともなったと言われる。
3月14日に長矩は吉良義央に刃傷に及び切腹を命じられた。浅野家が改易されると江戸の町人や浪人が赤穂藩の各屋敷に勝手に侵入して暴れ、浅野本家の広島藩からも警護のものが派遣されている。
安井は3月16日に鉄砲洲上屋敷から退去した後は、上屋敷近くの築地飯田町（現在の中央区築地7丁目東部あたり）に藤井宗茂、槽谷勘左衛門（用人・150石役料20石）、早川宗助（藩大目付・200石役料10石）らとかたまって暮らしていた。討ち入りには参加せず、事件後の事跡は不明である。

## 後史
彦右衛門の子・弥右衛門は浅野重臣・安井喜内の伝手で広島藩に仕え、子孫は代々重用されて維新に至る。広島大学の安井弥（分子病理学）はその末裔だという。東区牛田新町の法華宗・日通寺に安井家歴代の墓がある。

## 脚色・逸話
忠臣蔵などの芝居では、堀部武庸ら江戸急進派が、彦右衛門を仇討ちの盟主に仰ごうとするが、彦右衛門は態度をあいまいにし、その後で武庸らを陰口したため、武庸の怒りを買った。吉良邸討ち入り後には赤穂浪士たちが引き揚げた泉岳寺に、高田資政に酒など持たせてやってきて、面会を申し出たが浪士たちに追い返される。

## 彦右衛門が登場する作品
- 井上ひさし『不忠臣蔵』集英社,1985